# 阴嵩
阴嵩（？—？），字文王，南阳郡新野县（今河南省南阳市新野县）人，东汉外戚、官员。

## 生平
阴嵩是东汉卫尉阴兴共曾祖的堂兄，年少时父母去世，与叔叔一起居住。阴嵩恭逊温柔和顺，温和善良节约俭省。王莽末年，反抗王莽的军队刚起兵，阴嵩和叔叔一起前往苍梧郡逃避乱世。后来东汉朝廷征召阴嵩担任谒者，阴嵩因为叔叔去世，放弃官职
。阴嵩和堂弟阴兴素来关系不好，但阴兴敬重阴嵩的严肃威仪。建武二十三年（47年），阴兴病重时，汉光武帝亲自前往看望，问他时政得失以及群臣能否胜任职务，阴兴叩头回答说：“臣愚笨，不足以知道这一切。不过臣观察议郎席广、谒者阴嵩二人都有高深的学识修养，超过了诸位公卿。”阴兴死后，汉光武帝想起他的话，就提拔席广任光禄勋，阴嵩任中郎将。阴嵩监管羽林十多年，以谨慎自饬受到宠幸。汉明帝即位，阴嵩出任长乐卫尉，升任执金吾。永平七年（64年）、冯魴取代阴嵩出任执金吾。